# Списак енциклопедија на мрежи
Ово је списак релевантних енциклопедија којима се може или се могло приступити преко интернета.

## Опште референтне
| Сајт                                              | Језик | Опис                                                     | Приступ                              |
| ------------------------------------------------- | --- | -------------------------------------------------------- | ------------------------------------ |
| Baidu Baike                                       | кинески |                                                          | слободан                             |
| The Canadian Encyclopedia                         | енглески, француски | општи интерес                                            | слободан                             |
| Citizendium                                       | енглески | општи интерес                                            | слободан, копилефт                   |
| Columbia Encyclopedia                             | енглески | општи интерес                                            | слободан                             |
| Conservapedia.                                    | енглески |                                                          | слободан                             |
| Crnogorska Enciklopedija                          | црногорски | општи интерес                                            | угашена                              |
| Croatian Encyclopedia                             | хрватски |                                                          | слободан                             |
| Den Store Danske Encyklopædi                      | дански | општи интерес                                            | слободан                             |
| Digital Universe                                  | енглески |                                                          | слободан                             |
| Doosan Encyclopedia                               | корејски | општи интерес                                            | слободан                             |
| EcuRed                                            | шпански |                                                          | слободан                             |
| Ekşi Sözlük                                       | турски | општи интерес                                            | слободан                             |
| Encarta                                           | енглески | општи интерес                                            | угашена                              |
| Enciclonet                                        | шпански | општи интерес                                            | ограничен слободно                   |
| Encyclopædia Britannica                           | енглески | општи интерес                                            | ограничен слободно                   |
| Encyclopædia Britannica 11th Edition (1910–11)    | енглески | општи интерес                                            | јавна домена                         |
| Encyclopedia.com                                  | енглески | општи интерес                                            | слободан                             |
| Encyclopedia of China                             | кинески | општи интерес                                            | претплата                            |
| Encyklopedia Internautica                         | пољски | општи интерес                                            | слободан                             |
| Enciclopedia Italiana di scienze, lettere ed arti | италијански | општи интерес                                            | слободан                             |
| Enciclopedia Libre Universal en Español           | шпански | GFDL                                                     | слободан, копилефт                   |
| Encyclopedia Sindhiana                            | синди | општи интерес                                            | ограничен слободни                   |
| Encyclopædia Universalis                          | француски | општи интерес, Encyclopædia Britannica                   | претплата                            |
| Everipedia                                        | енглески | било ко на било коју тему може да направи и уреди чланак | слободан                             |
| Everything2                                       | енглески | општи интерес                                            | слободан                             |
| GNE                                               | енглески | општи интерес, GNUpedia                                  | угашена                              |
| Gran Enciclopèdia Catalana                        | каталонски | општи интерес                                            | слободан                             |
| Grand Larousse encyclopédique                     | француски | општи интерес                                            | слободан                             |
| Great Russian Encyclopedia                        | руски | општи интерес                                            | слободан                             |
| Great Soviet Encyclopedia                         | руски, енглески | општи интерес, совјетска тачка гледишта                  | слободан                             |
| Hamichlol                                         | хебрејски, енглески | општи интерес, Haredim                                   | слободан, копилефт: мирор Википедије |
| Hudong                                            | кинески | општи интерес, највећа кинеска                           | слободан                             |
| Internetowa encyklopedia PWN                      | пољски | општи интерес                                            | слободан                             |
| Interpedia                                        | енглески | општи интерес                                            | угашена                              |
| Enciklopedio Kalblanda                            | есперанто | општи интерес                                            | угашена                              |
| Krugosvet (Rus. Кругосвет)                        | руски | општи интерес                                            | слободан                             |
| Marathi Vishwakosh                                | марати | општи интерес                                            | слободан                             |
| Marefa                                            | арапски | општи интерес                                            | слободан                             |
| Mawdoo3                                           | арапски | општи интерес                                            | слободан                             |
| Metapedia                                         | мађарски, немачки, енглески, шпански, шведски, румунски, естонски, француски, словенски, чешки, португалски, норвешки, дански, грчки, холандски | крајња десничарска, неонацистичка                        | слободан                             |
| Meyers Konversations-Lexikon 4. ed. 1888 - 1892   | немачки | општи интерес                                            | слободан                             |
| Nationalencyklopedin                              | шведски | општи интерес, свеобухватна                              | претплата                            |
| New World Encyclopedia                            | енглески | општи интерес                                            | слободан                             |
| Nupedia                                           | енглески | GNUpedia                                                 | угашена                              |
| Open Site                                         | енглески |                                                          | није више енциклопедија              |
| Probert Encyclopaedia                             | енглески | општи интерес                                            | угашена                              |
| Proleksis Encyclopedia                            | хрватски | национална                                               | слободан са регистрацијом            |
| Sarvavijnanakosam                                 | малајалам | општи интерес                                            | слободан                             |
| Scholarpedia                                      | енглески | пир-ривју                                                | слободан                             |
| Store norske leksikon                             | бокмол | општи интерес                                            | слободан                             |
| Superpedia                                        | бахаса, сундански, јавански | општи интерес                                            | слободан                             |
| Susning.nu                                        | шведски | шведска Вики 2001–2009                                   | угашена                              |
| Tamil Encyclopedia                                | тамилски | општи интерес                                            | слободан                             |
| Từ điển Bách khoa toàn thư Việt Nam               | вијетнамски | општи интерес, државна                                   | слободан                             |
| Veropedia                                         | енглески, холандски, шпански | мирори енгл. Вики                                        | угашена                              |
| WIEM Encyklopedia                                 | пољски | општи интерес                                            | слободан                             |
| Wikipedia                                         | сви значајни светски језици, >300 | општи интерес                                            | слободан, копилефт                   |
| Winkler Prins                                     | холандски | општи интерес                                            | претплата                            |
| World Book Encyclopedia                           | енглески | општи интерес                                            | претплата                            |

## Биографске
| Сајт                                    | Језик               | Опис | Приступ   |
| --------------------------------------- | ------------------- | ---- | --------- |
| Australian Dictionary of Biography      | енглески            |      | слободан  |
| Croatian Biographical Lexicon           | хрватски            |      | слободан  |
| Dictionary of Canadian Biography        | енглески, француски |      | слободан  |
| Dictionary of Irish Architects          | енглески            |      | слободан  |
| Kdo byl kdo                             | чешки               |      | слободан  |
| Oxford Dictionary of National Biography | енглески            |      | претплата |
| Dictionary of New Zealand Biography     | енглески, маорски   |      | слободан  |
| Dizionario Biografico degli Italiani    | италијански         |      | слободан  |

## Антиквитети, уметност и књижевност
| Сајт                                                  | Језик                                     | Опис                         | Приступ   |
| ----------------------------------------------------- | ----------------------------------------- | ---------------------------- | --------- |
| Dictionary of Greek and Roman Antiquities             | енглески                                  |                              | слободан  |
| Dictionary of Greek and Roman Biography and Mythology | енглески                                  |                              | слободан  |
| Dictionary of Greek and Roman Geography               | енглески                                  |                              | слободан  |
| Enciclopedia Dantesca                                 | италијански                               |                              | слободан  |
| Encyclopedia Mythica                                  | енглески                                  |                              | слободан  |
| Harpers Dictionary of Classical Antiquities           | енглески                                  |                              | слободан  |
| The History of Nordic Women's Literature              | енглески, дански, шведски                 |                              | слободан  |
| The Literary Encyclopedia                             | енглески                                  |                              | претплата |
| Oxford Art Online                                     | енглески                                  |                              | претплата |
| SIKART                                                | енглески, немачки, француски, италијански | швајцарска визуелна уметност | слободан  |

## Регионалне
| Сајт                                    | Језик                               | Опис                         | Приступ                    |
| --------------------------------------- | ----------------------------------- | ---------------------------- | -------------------------- |
| Aeiou Encyclopedia                      | немачки, енглески                   |                              | слободан                   |
| Encyclopedia of Alabama                 | енглески                            |                              | слободан                   |
| Encyclopedia of Arkansas                | енглески                            |                              | слободан                   |
| Banglapedia                             | бенгалски, енглески                 |                              | слободан                   |
| Chalo Chatu                             | енглески                            |                              | слободан                   |
| Dictionary of Sydney                    | енглески                            |                              | слободан                   |
| Encyclopaedia of Islam, 3rd edition     | енглески                            |                              | претплата                  |
| Encyclopædia Iranica                    | енглески, плус планови за персијски |                              | слободан                   |
| Encyclopedia of Korean Culture          | корејски                            |                              | слободан                   |
| Encyclopedia of Ukraine                 | енглески, украјински                |                              | слободан                   |
| Gazetteer for Scotland                  | енглески                            |                              | слободан                   |
| Handbook of Texas                       | енглески                            |                              | слободан                   |
| Historical Dictionary of Switzerland    | француски, немачки, италијански     |                              | слободан (без илустрација) |
| HistoryLink                             | енглески                            |                              | слободан                   |
| Kodansha Encyclopedia of Japan          | енглески                            |                              | претплата                  |
| MNopedia                                | енглески                            | Minnesota Historical Society | слободан                   |
| New Georgia Encyclopedia                | енглески                            |                              | слободан                   |
| The Oregon Encyclopedia                 | енглески                            |                              | слободан                   |
| Panyathai                               | таи, делом енглески                 | општи интерес                | слободан                   |
| Te Ara: The Encyclopedia of New Zealand | енглески, маорски                   |                              | слободан                   |
| Vienna History Wiki                     | немачки                             |                              | слободан                   |

## Поп култура и фикција
| Сајт                                | Језик | Опис              | Приступ  |
| ----------------------------------- | --- | ----------------- | -------- |
| Don Markstein's Toonopedia          | енглески |                   | слободан |
| Encyclopedia Dramatica              | енглески |                   | слободан |
| Emojipedia                          | енглески | Emoji             | слободан |
| Fringepedia                         | енглески |                   | слободан |
| h2g2                                | енглески |                   | слободан |
| Heroes Wiki                         | енглески, холандски, француски, немачки, хебрејски, италијански, португалски, шпански, шведски, турски |                   | слободан |
| Know Your Meme                      | енглески | [ 6 ] [ 7 ]       | слободан |
| Lostpedia                           | енглески, немачки, шпански, француски, италијански, јапански, холандски, пољски, португалски, руски, кинески |                   | слободан |
| Memory Alpha                        | енглески, бугарски, кинески, чешки, холандски, есперанто, француски, немачки, пољски, португалски, руски, српски, шпански, шведски |                   | слободан |
| The Encyclopedia of Science Fiction | енглески | научна фантастика | слободан |
| The Rocklopedia Fakebandica         | енглески |                   | слободан |
| Supernatural Wiki                   | енглески |                   | слободан |
| TV Tropes                           | енглески, немачки, есперанто, шпански, француски, норвешки, фински, шведски, ел бед, квенија |                   | слободан |
| Uncyclopedia                        | вишејезичка | хумор             | слободан |
| The Vault / Nukapedia               | енглески, немачки, шпански, бугарски, фински, француски, грузијски, мађарски, италијански, јапански, корејски, литвански, холандски, норвешки, пољски, португалски, руски, шведски, турски, кинески                                                                     |                   | слободан |
| Wookieepedia                        | енглески, немачки, шпански, бугарски, дански, фински, француски, хрватски, мађарски, италијански, јапански, холандски, норвешки, пољски, португалски, руски, румунски, словачки, словенски, шведски, кинески                                                            |                   | слободан |
| WoWWiki / Wowpedia                  | енглески, немачки, шпански, француски, чешки, дански, грчки, перзијски, фински, хебрејски, мађарски, исландски, италијански, литвански, латвијски, холандски, нинорск, бокмал, пољски, португалски, бразилски португалски, руски, словачки, корејски, јапански , Кинези |                   | слободан |

## Математичке
| Сајт                                      | Језик           | Опис | Приступ               |
| ----------------------------------------- | --------------- | ---- | --------------------- |
| Encyclopedia of Mathematics               | енглески        |      | слободан              |
| Encyclopedia of Triangle Centers          | енглески        |      | слободан              |
| EqWorld                                   | енглески, руски |      | слободан              |
| MathWorld                                 | енглески        |      | слободан              |
| On-Line Encyclopedia of Integer Sequences | енглески        |      | слободан/CC BY-NC 3.0 |
| PlanetMath                                | енглески        |      | слободан/GNU          |

## Филмске
| Сајт | Језик                                                                                                | Опис | Приступ  |
| ---- | --- | ---- | -------- |
| IMDb | енглески, немачки, француски, мађарски, италијански, пољски, португалски, румунски, турски и шпански |      | слободан |

## Музичке
| Сајт                   | Језик     | Опис | Приступ   |
| ---------------------- | --------- | ---- | --------- |
| Бугарски рок архив     | бугарски  |      |           |
| Encyclopaedia Metallum | енглески  |      | слободан  |
| Grove Music Online     | енглески  |      | претплата |
| MOOMA                  | хебрејски |      | слободан  |

## Филозофске
| Сајт                                 | Језик       | Опис      | Приступ   | Оснивач          |
| ------------------------------------ | ----------- | --------- | --------- | ---------------- |
| Encyclopedia of Marxism              | вишејезичка | марксизам | слободан  |                  |
| Internet Encyclopedia of Philosophy  | енглески    |           | слободан  | Џејмс Фисер      |
| Routledge Encyclopedia of Philosophy | енглески    |           | претплата | Едвард Крејг     |
| Stanford Encyclopedia of Philosophy  | енглески    |           | слободан  | Едвард Залта     |
| L'Encyclopédie philosophique         | француски   |           | слободан  | Максим Кристанек |

## Политика и историја
| Сајт                                                                                                | Језик                                                              | Опис      | Приступ          |
| --------------------------------------------------------------------------------------------------- | ------------------------------------------------------------------ | --------- | ---------------- |
| Ancient History Encyclopedia                                                                        | енглески                                                           |           | слободан         |
| Ballotpedia                                                                                         | енглески                                                           |           | слободан         |
| The Concise Encyclopedia of Economics                                                               | енглески                                                           |           | слободан         |
| Cyclopaedia of Political Science, Political Economy, and the Political History of the United States | енглески                                                           |           | слободан         |
| Diplopedia                                                                                          | енглески                                                           |           | Стејт департмент |
| dKosopedia                                                                                          | енглески                                                           |           | слободан         |
| Encyclopedia Titanica                                                                               | енглески                                                           |           | слободан         |
| Encyclopedia of World Problems and Human Potential                                                  | енглески                                                           |           | слободан         |
| Gapminder                                                                                           | енглески                                                           |           | слободан         |
| glbtq.com                                                                                           | енглески                                                           | ЛГБТ      | слободан         |
| HistoryLink                                                                                         | енглески                                                           |           | слободан         |
| Holocaust Encyclopedia                                                                              | енглески, арапски, персијски, француски, шпански                   | Холокауст | слободан         |
| JurisPedia                                                                                          | арапски, енглески, кинески, француски, немачки, шпански, холандски |           | слободан         |
| Our World In Data                                                                                   | енглески                                                           |           | слободан         |

## Религија и теологија
| Сајт                                                                     | Језик    | Опис        | Приступ                 |
| ------------------------------------------------------------------------ | -------- | ----------- | ----------------------- |
| Baptist Encyclopaedia                                                    | енглески |             | слободан, Public domain |
| Boston Collaborative Encyclopedia of Western Theology                    | енглески |             | слободан, Public domain |
| Catholic Encyclopedia                                                    | енглески | католицизам | слободан, јавна домена  |
| Christian Cyclopedia                                                     | енглески |             | слободан                |
| Easton's Bible Dictionary                                                | енглески |             | слободан, Public domain |
| Encyclopaedia Biblica                                                    | енглески |             | слободан                |
| Encyclopedia of Mormonism                                                | енглески |             | слободан                |
| Encyclopaedia of the Presbyterian Church in the United States of America | енглески |             | слободан, јавна домена  |
| Encyclopaedias disciplinarum realium ideae                               | латински |             | слободан, public domain |
| Theological encyclopædia and methodology                                 | енглески |             | слободан, јавна домена  |
| Global Anabaptist Mennonite Encyclopedia Online                          | енглески |             | слободан                |
| Jewish Encyclopedia                                                      | енглески |             | слободан                |
| Jewish Virtual Library                                                   | енглески |             | слободан                |
| Punjabipedia                                                             | пунџаби  | сикизам     | претплата               |
| Schaff–Herzog Encyclopedia of Religious Knowledge                        | енглески |             | слободан, јавна домена  |

## Наука и технологија
| Сајт                                         | Језик    | Опис                                                                   | Приступ      |
| -------------------------------------------- | -------- | ---------------------------------------------------------------------- | ------------ |
| Encyclopedia Astronautica                    | енглески |                                                                        | слободан     |
| Encyclopedia of Chemistry                    | руски    | хемија                                                                 | слободан 1 2 |
| Encyclopedia of Earth                        | енглески |                                                                        | слободан     |
| Encyclopedia of Laser Physics and Technology | енглески |                                                                        | слободан     |
| Encyclopedia of Science                      | енглески |                                                                        | слободан     |
| Engineering and Technology History Wiki      | енглески | United Engineering Foundation, AIChE, AIME, ASCE, ASME, IEEE, SPE, SWE | слободан     |
| FOLDOC                                       | енглески |                                                                        | слободан     |
| Glottopedia                                  | енглески | лингвистика                                                            | слободан     |
| Javapedia                                    | енглески |                                                                        | слободан     |
| Omniglot                                     | енглески |                                                                        | слободан     |
| RationalWiki                                 | енглески | скептични интереси                                                     | слободан     |
| ScienceWorld                                 | енглески |                                                                        | слободан     |

### Науке о животу
| Сајт                                                   | Језик | Опис                             | Приступ   |
| ------------------------------------------------------ | --- | -------------------------------- | --------- |
| Animal Diversity Web                                   | енглески |                                  | слободан  |
| APpedia                                                | кинески |                                  | слободан  |
| ARKive                                                 | енглески |                                  | слободан  |
| Encyclopedia of Life                                   | енглески, француски |                                  | слободан  |
| Encyclopedia of Life Sciences                          | енглески |                                  | претплата |
| Encyclopedia of Life Support Systems                   | енглески |                                  | претплата |
| Erowid                                                 | енглески |                                  | слободан  |
| FishBase                                               | енглески, шпански, португалски, француски, немачки, италијански, холандски, кинески (поједностављени хан), кинески (традиционални хан), грчки, шведски, руски, перзијски, вијетнамски, тајландски, лаоски, хиндски, бенгалски |                                  | слободан  |
| Flora Europaea                                         | енглески |                                  | слободан  |
| Ganfyd                                                 | енглески |                                  | слободан  |
| Great Medical Encyclopedia                             | руски |                                  | слободан  |
| King Abdullah Bin Abdulaziz Arabic Health Encyclopedia | арапски, енглески |                                  | слободан  |
| Palaeos                                                | енглески |                                  | слободан  |
| The Plant List                                         | енглески |                                  | слободан  |
| Radiopaedia                                            | енглески |                                  | слободан  |
| Wikispecies                                            | енглески | део Викимедије, као и Википедија | слободан  |
| ZipcodeZoo                                             | енглески |                                  | слободан  |